# Довгота дня
«Довгота дня» — радянський художній фільм 1974 року, знятий режисером Валеріу Гажіу на кіностудії «Молдова-фільм».

## Сюжет
Про життєвий шлях Штефана Барде, який вступив у 1920-ті роки у боротьбу з військами королівської Румунії.

## У ролях
- Віктор Чутак — Штефан Барде
- Валентина Малявіна — Санда
- Костянтин Константинов — Мош Кепріан
- Думітру Фусу — Аргір
- Іон Бордеяну — Штефан, син Сандри, плутоньєр
- Володимир Пінчук — Берекет
- Олена Максимова — тітонька Христина
- Петро Баракчі — Грозаву
- Іон Горя — Тимуш
- Думітру Карачобану — Чорбе, циган
- Павло Махотін — Старигін
- Трифан Грузін — Георгій, батько Санди
- Домніка Дарієнко — мати Санди
- Іон Музика — капрал Гіце
- Мефодій Апостолов — Кожухар
- Іон Аракелу — червоноармієць
- В. Бойченко — епізод
- Євгенія Ботнару — Аргіра
- Штефан Булікану — епізод
- Вадим Вільський — румунський офіцер
- Вікторія Гімпу — епізод
- Є. Даріє — епізод
- Маріанна Друк — епізод
- Даміан Димітров — епізод
- Галина Друк — епізод
- Василь Кіку — епізод
- Діна Коча — подруга Санде
- Міхай Курагеу — селянин
- Володя Кушніренко — епізод
- Олександр Мутафов — священик
- Я. Пінеліс — епізод
- Василе Райлян — епізод
- Іон Скутельник — епізод
- Штефан Сирбу — епізод
- В. Тимуш — епізод
- Ілля Тодоров — епізод
- Георге Урськи — епізод
- Георге Унгуряну — епізод
- Єлизавета Федько — епізод
- Олександр Фріденталь — епізод
- Георгій Хассо — епізод
- Валерій Чекір — епізод
- Гаврило Чиботару — епізод
- Вадим Яковлєв — лейтенант
- Ілліє Гуцу — епізод
- Леонтій Богатий — епізод
- Володимир Зайчук — епізод
- Маріка Белан — секретарка
- Жан Кукурузак — Іон
- Валентина Гіцак — епізод
- Валеріу Каланча — епізод
- Георгій Пирля — епізод
- Олена Рибчак — епізод

## Знімальна група
- Режисер — Валеріу Гажіу
- Сценаристи — Валеріу Гажіу, Володимир Іовіце
- Оператор — Вадим Яковлєв
- Композитор — Євген Дога
- Художники — Станіслав Булгаков, Василь Коврига, Аурелія Роман